# Левшин, Дмитрий Фёдорович
 Дмитрий Фёдорович Левшин  (1876—1947) — генерал-майор, участник Первой мировой войны и Белого движения в составе Добровольческой армии и ВСЮР. Представитель Добровольческой армии в Кисловодске, Терской области и Дагестане.

## Биография
Родился 19 (31) мая 1876 года в семье Фёдора Алексеевича Левшина (1839—1884) от его брака с фрейлиной двора княжной Надеждой Сергеевной Щербатовой (1843—1929). По отцу внук А. И. Левшина; по матери — князя С. А. Щербатова.
В 1890 году определён в Пажеский корпус. В 1894 году переведён в младший специальный класс. В 1895 году произведён в камер-пажи, а в 1896 году в корнеты Кавалергардского полка. 

В 1898 году назначен заведующим телеграфной станции и командой телеграфистов. В 1899 году назначен заведующим молодыми солдатами 3-го эскадрона. В 1901 году произведён в поручики. В том же году назначен заведующим полковым обозом. В 1904 году произведён в штабс-ротмистры. 12 августа 1908 года произведён в ротмистры. Командовал эскадроном. 6 декабря 1911 года произведён в полковники. 
Участвовал в Первой мировой войне. 6 ноября 1915 года за отличие произведён в генерал-майоры с зачислением в Свиту Его Императорского Величества.
В июле 1915 г. стал командующим полком (с присвоением чина генерал-майора пр. 6. 11. 1915 г. он утвержден в должности командира полка), и командовал лейб-гусарами до 8 мая 1917 г. В апреле 1916 г. 2-я гвардейская кавалерийская дивизия была включена в состав Гвардейского кавалерийского корпуса. Д. Ф. Левшин, временно возглавив в январе 1917 г. 2-ю бригаду дивизии, сохранил командование полком.
Генерал для поручений при главном начальнике снабжений Юго-Западного фронта.
Участник Белого движения в составе Добровольческой армии и ВСЮР. С конца 1917 по 1918 год — представитель армии в г.Кисловодске. В 1918 году был участником Терского восстания, осенью 1918 — представитель Добровольческой армии в Терской области и Горской республике.
Был эвакуирован вместе с женой и шестью детьми в марте 1920 года из Новороссийска на Лемнос; 28 мая супруги Левшины и дети выехали в Константинополь. Затем он был в эмиграции в Югославии и Франции. Жил в Медоне (под Парижем). Председатель объединения л-гв. Гусарского полка в Варен-Сент-Илер (департамент Марн). Входил в суд чести Союза пажей (1934). Член Совета Союза русских дворян (с 1930).
Умер в Париже. Похоронен на кладбище Сент-Женевьев-де-Буа.

## Семья
Жена (с 7 февраля 1903 года) — графиня Наталья Александровна Голенищева-Кутузова (11.06.1883—10.10.1963), фрейлина двора, дочь генерал-майора, гофмаршала графа А. В. Голенищева-Кутузова. В эмиграции была членом правления Общества помощи русской эмиграции. Похоронена на кладбище Сент-Женевьев-де-Буа под Парижем.
Дочери Марина Дмитриевна Шереметева проживала в Рабате, Марокко и Надежда Дмитриевна с мужем штабс-капитаном лейб-гвардии конной артиллерии Сергеем Николаевичем Шидловским проживала в Кенитра, Марокко.

## Награды
- Орден Святой Анны 3-й степени (1910).
- Орден Святого Станислава 2-й степени (1913).
- Орден Святого Владимира 4-й степени с мечами и бантом (6 ноября 1914 года).
- Орден Святого Владимира 3-й степени с мечами (12 февраля 1915 года)
- Орден Святой Анны 4-й степени с надписью «За храбрость» (26 апреля 1915 года).
- Орден Святой Анны 2-й степени с мечами (2 мая 1915 года).
- мечи и бант к ордену Святой Анны 3-й степени (7 июня 1915 года).